# Rosenbergia samuelsoni
Rosenbergia samuelsoni är en skalbaggsart som beskrevs av Rigout 1982. Rosenbergia samuelsoni ingår i släktet Rosenbergia och familjen långhorningar. Inga underarter finns listade i Catalogue of Life.